# Pterostichus agonus
Pterostichus agonus är en skalbaggsart som beskrevs av Horn. Pterostichus agonus ingår i släktet Pterostichus och familjen jordlöpare. Inga underarter finns listade i Catalogue of Life.